# خانه شجاع سنگچولی
خانه شجاع سنگچولی؛ نام خانه‌ای تاریخی مربوط به دورهٔ قاجار است و در شهرستان عشق‌آباد، روستای حسن‌آباد شجاع واقع شده و این اثر در تاریخ ۱۶ اسفند ۱۳۸۴ با شمارهٔ ثبت ۱۴۸۵۷ به‌عنوان یکی از آثار ملی ایران به ثبت رسیده است.